# Maaike Head
Pour les articles homonymes, voir Head.
Maaike Head est une rameuse néerlandaise née le 11 septembre 1983. Elle a remporté avec Ilse Paulis la médaille d'or du deux de couple poids légers féminin aux Jeux olympiques d'été de 2016 à Rio de Janeiro.